# Jorge Federico Augusto I de Mosquitia
Jorge Federico Augusto I (en inglés: George Frederic Augustus I) fue rey del Reino de Mosquitia, desde su ascenso al trono en octubre de 1800 hasta su muerte en marzo de 1824.
Nació en The Ridge, Cabo Gracias á Dios, Mosquitia, en 1797, como hijo mayor del rey Jorge II, y se educó en Spanish Town, Jamaica. Sucedió al trono a la muerte de su padre en octubre de 1800. Inicialmente, reinó bajo la regencia de su tío, el príncipe Esteban, hasta que fue declarado mayor de edad y recibió el juramento de sumisión de los regentes y jefes en Woollang, Mosquitia, el 14 de noviembre de 1815. Fue coronado por el reverendo John Armstrong e investido con cetro, espada y espuelas en la iglesia de San Juan Bautista, Honduras británica, el 18 de enero de 1816. Se casó con varias esposas, una de las cuales lo estranguló en Cabo Gracias á Dios el 9 de marzo de 1824.